# Joseph Story
Joseph Story, född 18 september 1779, död 10 september 1845, var en amerikansk jurist.
År 1812 blev Story medlem av USA:s högsta domstol. Från 1829 var han tillika professor i juridik vid Harvarduniversitetet i Cambridge nära Boston. Story arbetade kraftigt på att göra högsta domstolens makt gällande över de enskilda staternas domstolar.
Hans Commentaries on the constitution of the United States (5:e upplagan 1891) och Commentaries on the conflict of laws (1834; 7:e upplagan 1872) betraktas i Amerika som klassiska verk. Hans Miscellaneous works utkom 1854. Life and letters of Joseph Story utgavs 1851 av sonen William Wetmore Story.